# Hummer
Hummer est un constructeur automobile américain appartenant au groupe automobile General Motors (GM). Hummer fabrique une série de véhicules utilitaires sportifs dérivée du véhicule tout-terrain militaire Humvee. Après les déboires financiers de GM en 2008, la marque a été mise en vente en 2009 puis fermée en 2010. En 2020, GMC relance la marque avec un Hummer électrique.

## Histoire
La marque est née en 1992, avec la commercialisation du Hummer H1, version civile du Humvee ou HUMMER (High-Utility Maximum Mobility Easy Rider)
Le Humvee, produit par la société AM General depuis le milieu des années 1980, était essentiellement destiné au marché militaire et en service dans de nombreuses forces armées et de sécurité. Il avait été conçu pour pouvoir rouler dans les ornières laissées par les chars d'assaut. Il a remplacé les anciennes Jeep. Son grand gabarit très apprécié lui permet d'avoir de multiples versions, du transport de troupes à l'ambulance et au porte-missiles en tous genres. Ce véhicule fut célèbre pour avoir participé à la première guerre du Golfe, puis il s'est illustré dans les Balkans.
En 1998, AM General a vendu le nom « Hummer » à General Motors, qui devient ainsi distributeur officiel du H1, AM General se chargeant toujours de la production du modèle original.
En juin 2008, le PDG de General Motors, Rick Wagoner annonce la fermeture de quatre usines de General Motors d'ici à fin 2009, et qu'il cherche un repreneur pour la marque Hummer.
La marque devait être vendue à une société chinoise de matériel de travaux publics, Sichuan Tengzhong Heavy Industrial Machinery, pour une somme inconnue tout en sauvegardant quelque 3 000 emplois aux États-Unis. Cependant le 24 février 2010, GM a annoncé l'échec des négociations avec le groupe chinois, mettant fin à la marque Hummer. Peu de temps après, une annonce de fabrication de 849 H3 jusqu'à la mi-2010 redonne un espoir temporaire à la marque. Mais le dernier Hummer H3 est sorti de l'usine de Shreveport le 24 mai 2010.
Annoncé à travers une série de teasers le 30 janvier 2020, GMC présente le GMC Hummer EV le 20 mai 2020 lors du Super Bowl LIV, soit dix ans après l'arrêt de production de la marque, un pick-up 100 % électrique,de 1 000 ch commercialisé à partir de 2021 et reprenant le nom du Hummer.

## Modèles

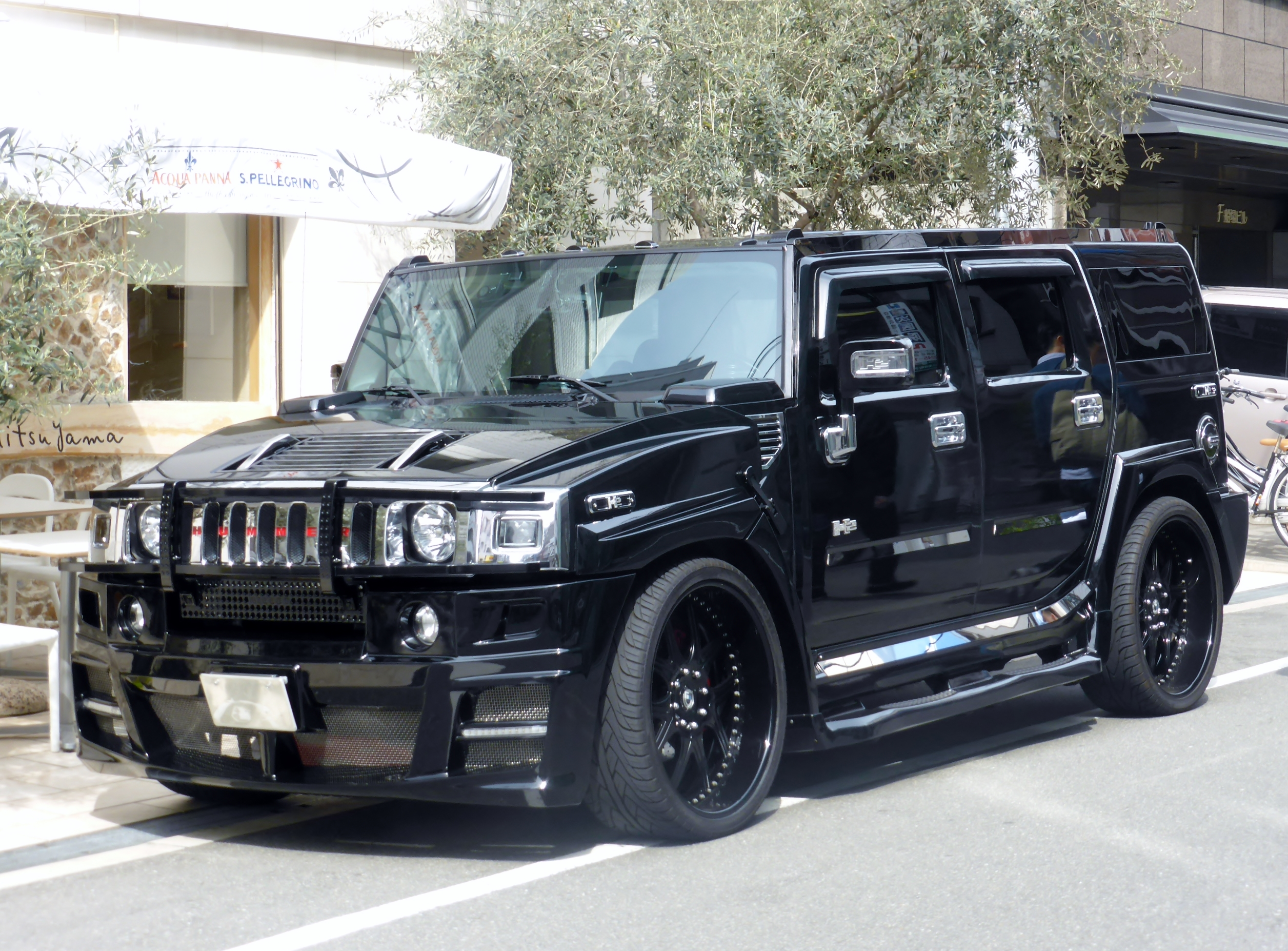
Hummer H2 modifié.

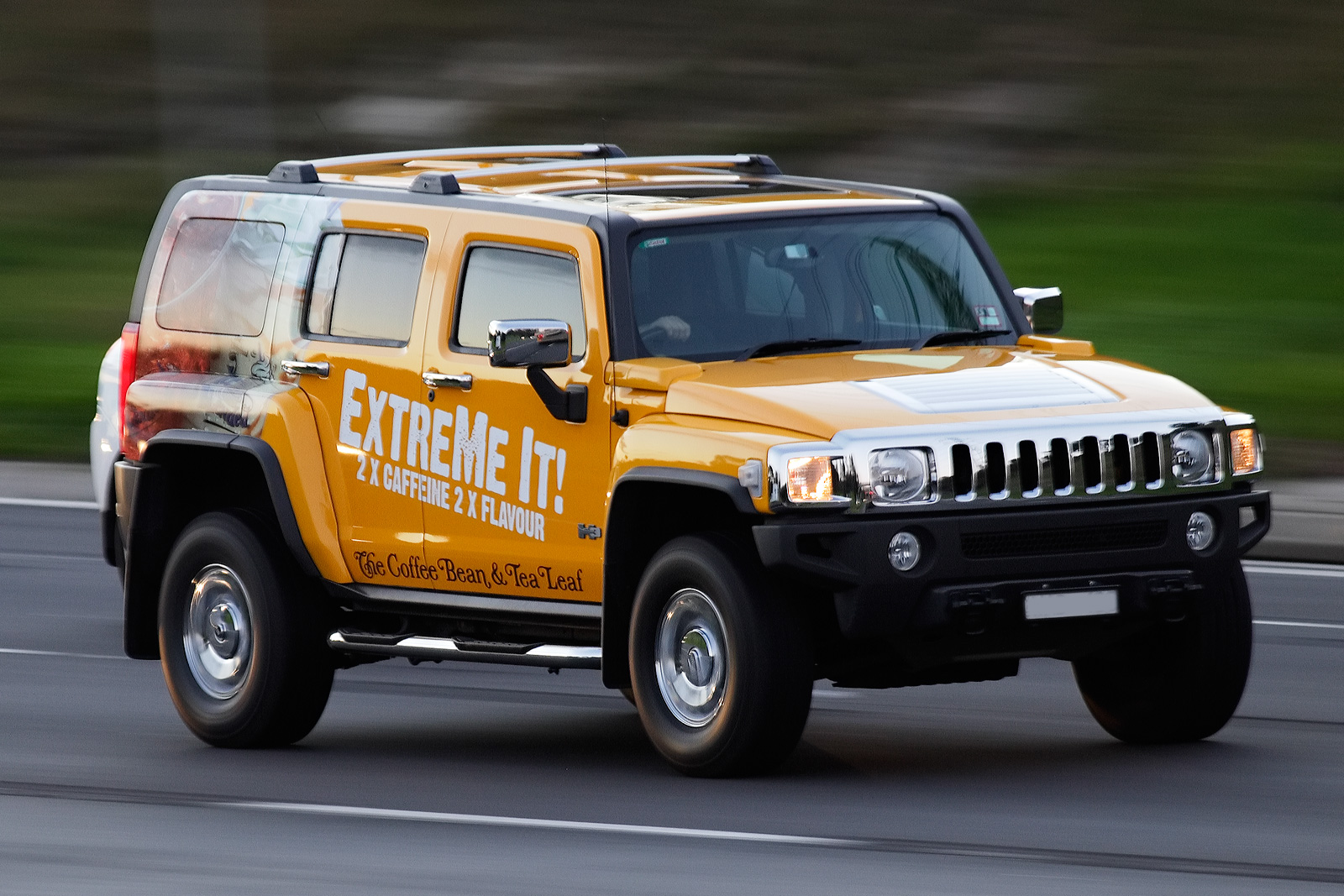
Hummer H3.

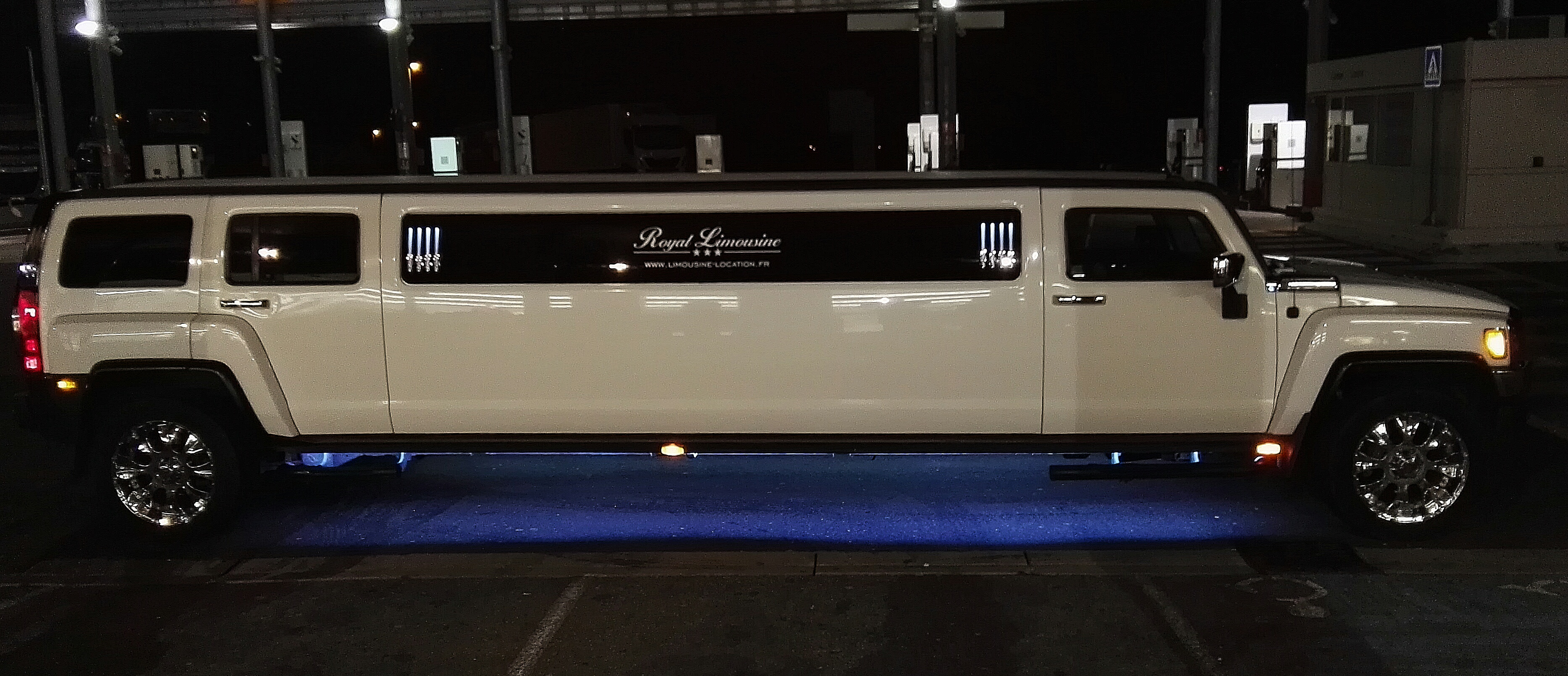
Limousine Hummer H3 en France.

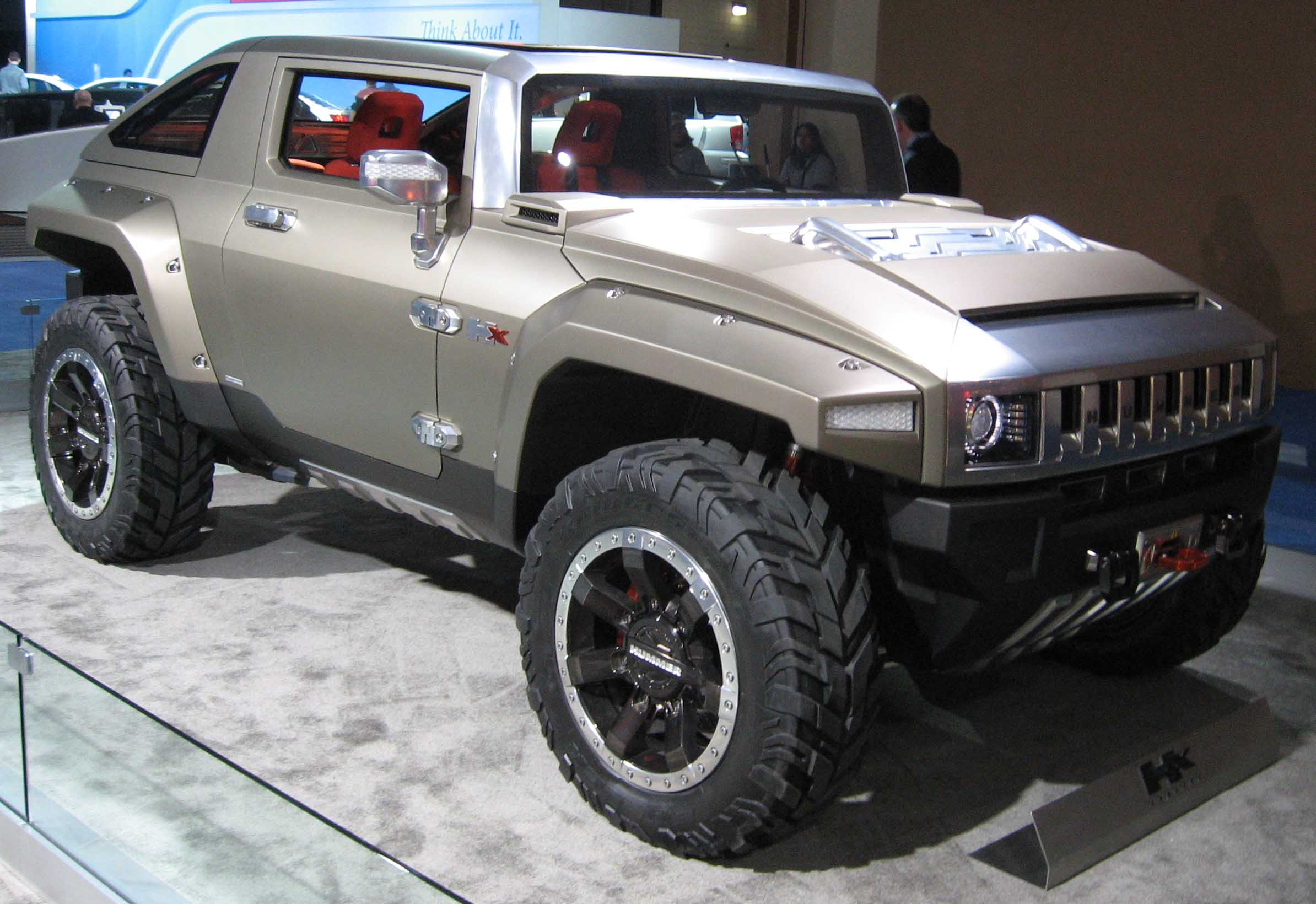
Concept-car Hummer HX.

La première version civile, le Hummer H1, sort en 1992, avec un moteur V8 de 6,2 litres, 6,5 litres ou 6,5 litres turbo diesel. Sa dernière version sort en 2005, millésime 2006, c'est la série Alpha avec un 6,6 litres Duramax qui représente l'apogée de ce 4 × 4 mythique, avant l'arrêt de sa production en mai 2006.
En 2003, General Motors lance le deuxième modèle de la marque : le Hummer H2. Bien que son style s'inspire du H1, il ne s'agit plus d'un véhicule militaire, mais d'un SUV dérivé du Chevrolet Tahoe. Il possède quelques qualités de franchissement, quoique logiquement très inférieures au H1. Ce véhicule a véritablement lancé la marque Hummer par son usage et sa taille plus adaptés à la route, bien que sa consommation et son gabarit restent très importants. Ce véhicule est très populaire aux États-Unis, apparaissant notamment dans de nombreux clips de rap.
Le Hummer H3, troisième modèle de la marque, est lancé en 2005. Il s'agit aussi d'un SUV (il existe également une variante pick-up), dérivée du Chevrolet Colorado. Son style est toujours d'inspiration militaire, mais son gabarit, proche de celui d'un Nissan Pathfinder, est plus réduit que le H2. General Motors comptait sur ce modèle pour tenter une percée en Europe, notamment avec l'apparition prévue d'une version diesel.
Le modèle H2 est utilisé par la police scientifique de Miami dans la série télévisée Les Experts : Miami.
En mai 2006, la marque Hummer a annoncé l'arrêt, pour cause de non-rentabilité, de la production du modèle H1.
En 2021, GMC lance la production de son modèle électrique GMC Hummer EV d'une puissance de 1 000 ch et 15 590 N m de couple, premier Hummer électrique et premier GMC électrique.

## Anecdote
Selon la légende, AM General sortit une version civile de son Humvee, rebaptisé « Hummer », pour les particuliers en 1992 après qu'Arnold Schwarzenegger la lui eut demandée, s'étant vu refuser la version militaire. Il aurait été impressionné par un convoi de plusieurs HMMWV sur le tournage du film Predator en 1987.

## Consommation
Ce type de véhicule, pesant généralement autour de 3 tonnes, peut consommer jusqu'à 30 litres aux 100 kilomètres (consommation du Hummer H2 SUT 6.0 i V8 en ville).